# Tourismus in der Ukraine

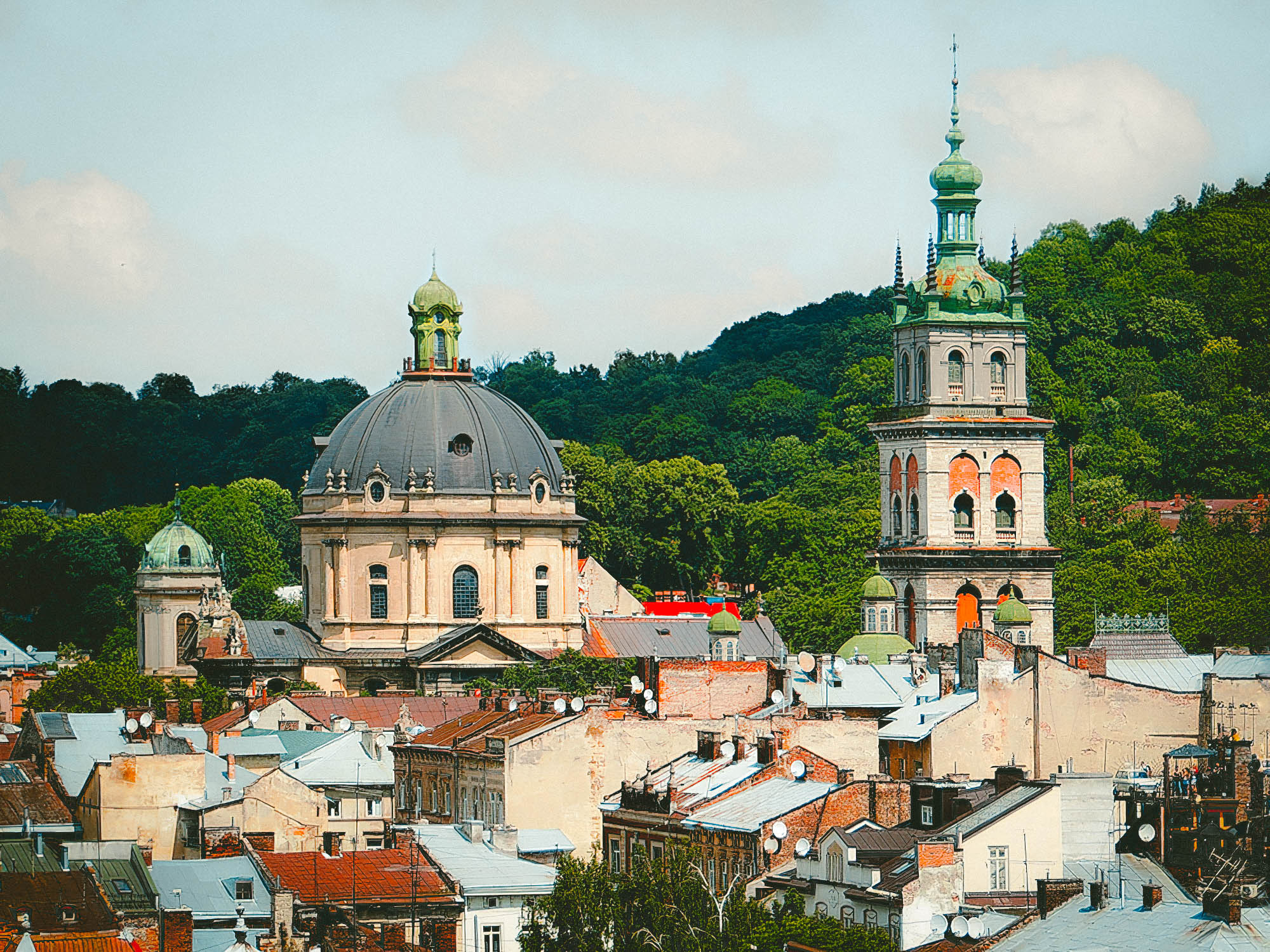
Historisches Zentrum von Lwiw (Lemberg)

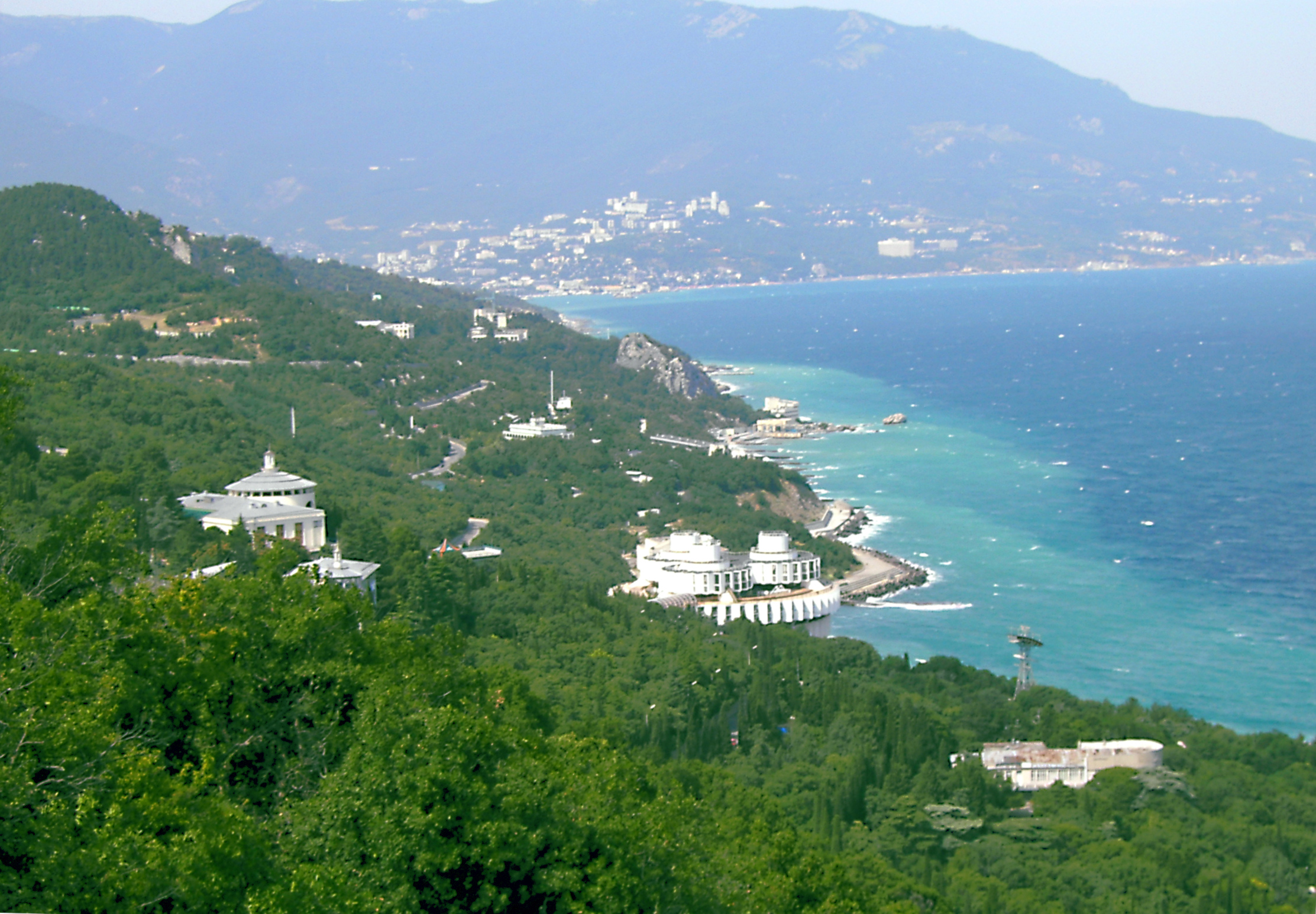
Blick auf Jalta auf der Krim

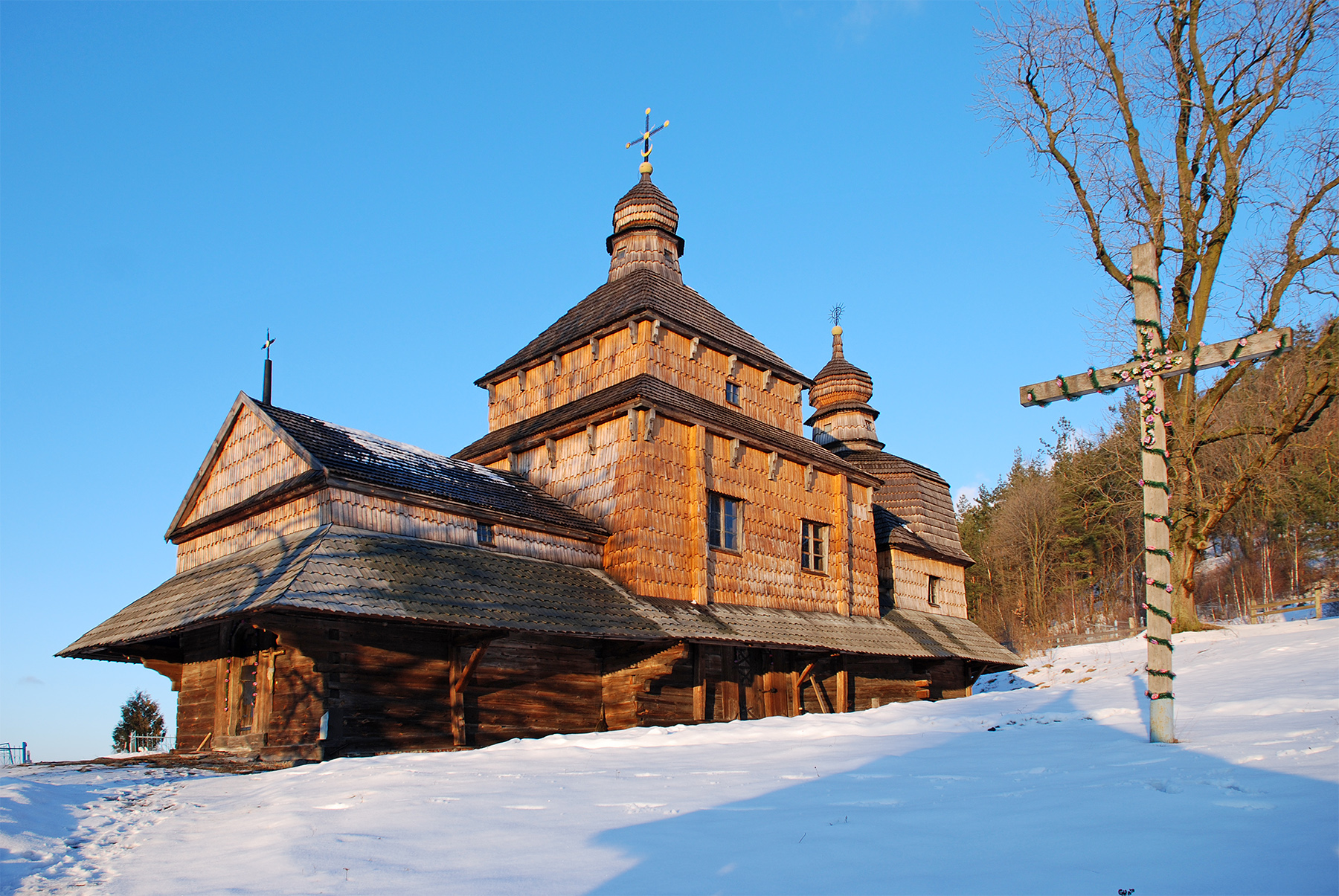
Holzkirchen der Karpatenregion in Polen und der Ukraine

Die Ukraine wurde im Jahr 2007 von mehr als 23,1 Millionen Menschen besucht (17,3 Mio. davon Touristen), vor allem aus Osteuropa, aber auch aus der EU (6,3 Millionen) und den USA. Das Land hat eine lange Tradition des Massentourismus, die schon Mitte des 19. Jahrhunderts begann. Zu Sowjetzeiten war das Land, besonders die Halbinsel Krim, der beliebteste Urlaubsort der UdSSR.
Die Ukraine befindet sich an der Kreuzung zahlreicher historischer Wege zwischen Osten und Westen, Norden und Süden. Sie hat deshalb die Spuren mehrerer Kulturen gesammelt, unter anderem griechischer, slawischer, jüdischer und deutscher. Das Land hat viele touristisch attraktive Städte und Landschaften. Die ukrainische Küche ist sehr vielfältig und hat die Elemente unterschiedlicher europäischer Küchen aufgenommen. Das Land besitzt auch große Weinbaugebiete (siehe Weinbau in der Ukraine).
Im Travel and Tourism Competitiveness Report 2017 des World Economic Forum belegt die Ukraine Platz 87 von 136 Ländern.

## Reise
Früher war die Ukraine in nur zwei Stunden mit dem Flugzeug aus Deutschland erreichbar, seit dem russischen Angriff im Februar 2022 gibt es allerdings keine Flüge mehr in die Ukraine, es bleibt nur die Einreise per Zug oder Überlandbus. Neben dem Zug und den Überlandbussen sind Kleinbusse das wichtigste überregionale Transportsystem, bei den privaten Betreibern ist hier meist eine Voranmeldung nötig. Zwischen den großen ukrainischen Städten gibt es teils täglich, teils mehrmals pro Woche Flugverbindungen, die preislich mit Linienflügen in Westeuropa vergleichbar sind.
Die Landeswährung, die Hrywnja (Aussprache: [ˈɦrɪu̯nʲɑ]), ist in allen größeren Städten inzwischen auch mit Maestro-Karten oder Kreditkarten an den Geldautomaten beziehbar. 

### Einreisebestimmungen
Die Bürger der Europäischen Union, der Schweiz, der USA und Japans benötigen für einen Aufenthalt bis zu 90 Tagen kein Visum. 

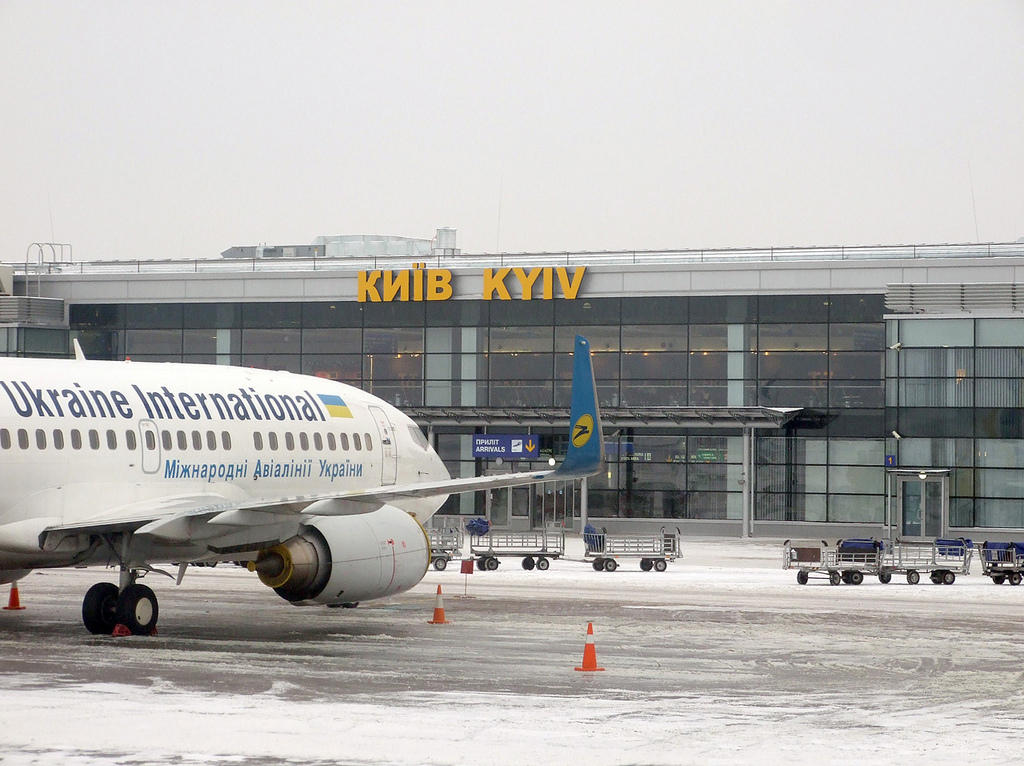
Flughafen Kiew-Boryspil

Am 31. März 2005 wurde durch Erlass des Präsidenten die Visumpflicht für Bürger dieser Länder für die Einreisezeit vom 1. Mai 2005 bis zum 1. September 2005 abgeschafft, gültig bei Einreise mit einem Reisepass und für Aufenthalte bis 90 Tage. Ende Juli 2005 wurde die Visumfreiheit durch Präsidentenerlass auf unbestimmte Zeit verlängert. Weiterhin besteht aber die Auflage, eine auch für die Ukraine gültige Krankenversicherung zu besitzen. Eine Einreise nur mit Personalausweis ist nicht möglich.
Aktuell wird aufgrund des von Russland begonnenen Angriffskrieges gegen die Ukraine seit 2022 vor Reisen in die Ukraine gewarnt bzw. zur Ausreise aufgefordert.

### Museumsbesuche
In vielen Museen findet einmal im Monat ein so genannter Sanitärtag statt. Dies ist meist der erste oder letzte Montag, bzw. Freitag im Monat. Die Museen sind dann geschlossen.
Die Museumskassen schließen meist eine Stunde vor den angegebenen Schließzeiten. Oft gibt es besondere Preise für Touristen. Diesem steht jedoch oft keine Beschriftung oder Führung in englischer oder anderer Sprache gegenüber.

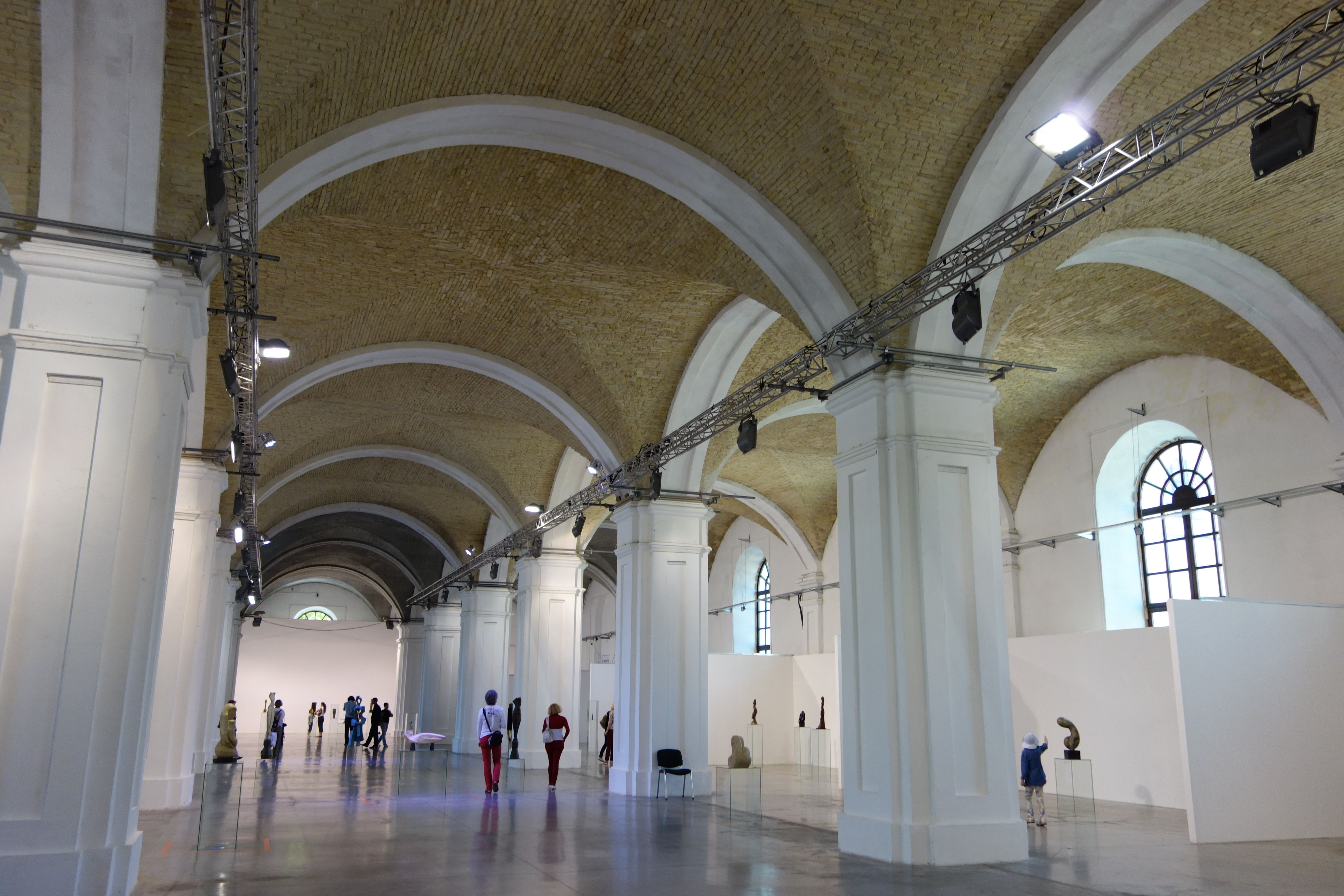
Kultur- und Museumskomplex Mystezkyj Arsenal, Kiew

### Medizintourismus
In der Ukraine sind viele Zahnkliniken mit europäischen Hygienestandards und modernem Equipment ansässig. Sie bieten dem Patienten qualitativ hochwertigen Zahnersatz zu günstigen Preisen an. Viele Staatsbürger aus der Europäischen Union und Russland nutzen dieses Angebot.
Beliebt sind auch Wellness und Plastische Chirurgie.

### Fortbewegungsmittel
In jeder größeren Stadt befördern Bus, Straßenbahn, Taxi und die Metro die Passagiere an ihr Ziel. Busse und Sammeltaxis (in der Ukraine Marschrutka genannt) fahren im Linienverkehr und sind mit etwa 5 Griwna (0,18 Euro, Stand 31. Juli 2019) pro Fahrt sehr preisgünstig. Straßenbahnen, das traditionelle Verkehrsmittel der ehemaligen Sowjetunion, sind in der gesamten Innenstadt anzutreffen und begleiten die Einwohner von Kiew praktisch über den gesamten Tagesablauf. Bei Gelegenheit sollte man allerdings auf die Metro umsteigen, da sie zügiger ist. Die Metro befördert ihre Fahrgäste schnell und preiswert vom Stadtzentrum an das Stadtende und umgekehrt. Die Fahrkarten sind an Automaten käuflich. Eine Einzelfahrt mit der Metro kostet 8 Griwna (0,28 Euro, Stand 31. Juli 2019), eine Monatskarte für grenzenloses Metrovergnügen kostet in Kiew 40 Griwna (4 Euro). Die Menschen sind im Allgemeinen sehr freundlich und neugierig, wenn sie auf Ausländer treffen. Dementsprechend wird man als Tourist des Öfteren angesprochen, sei es nun in der Metro, in Lokalen oder auf Märkten.

## Städte

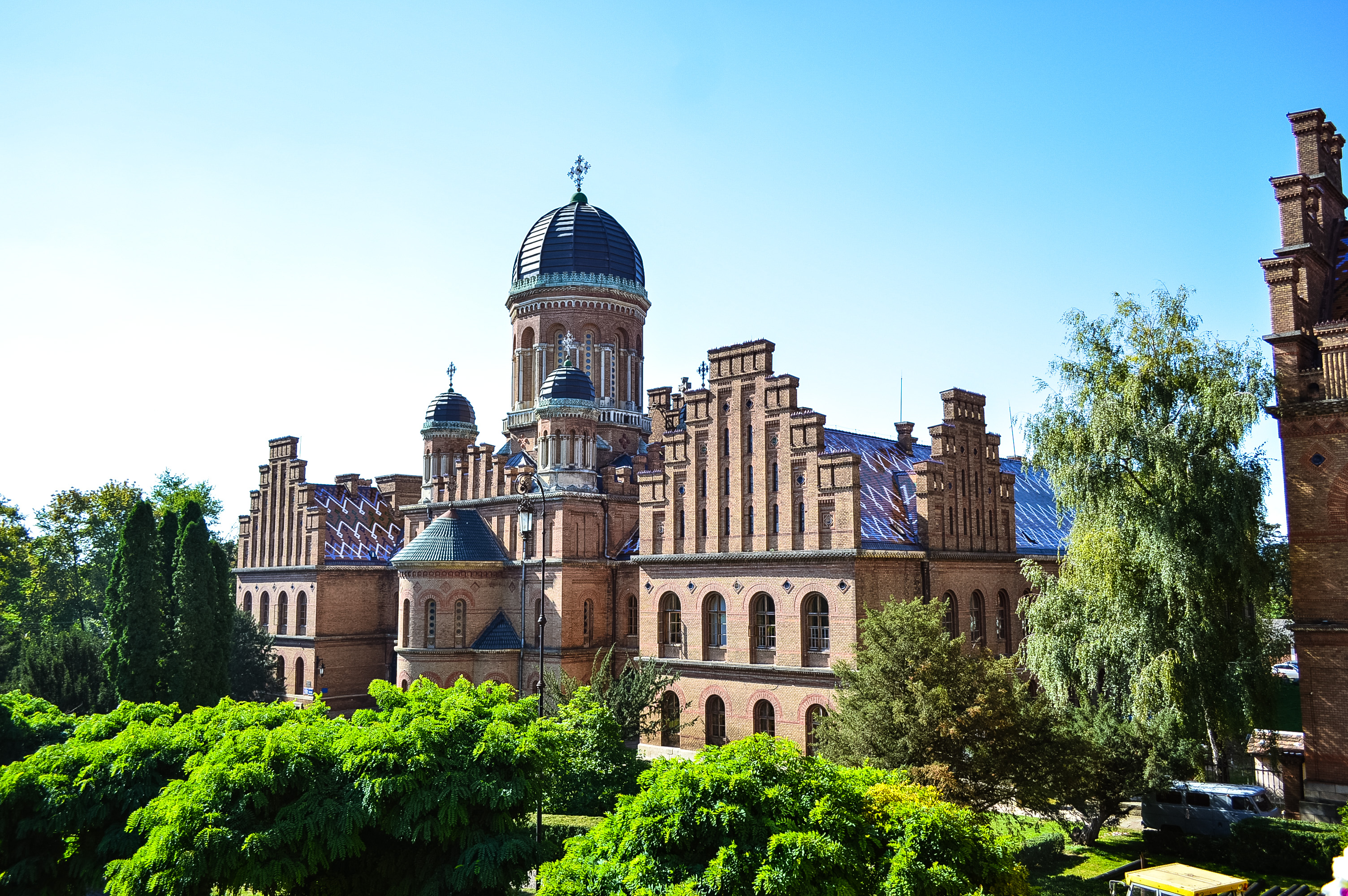
Czernowitz

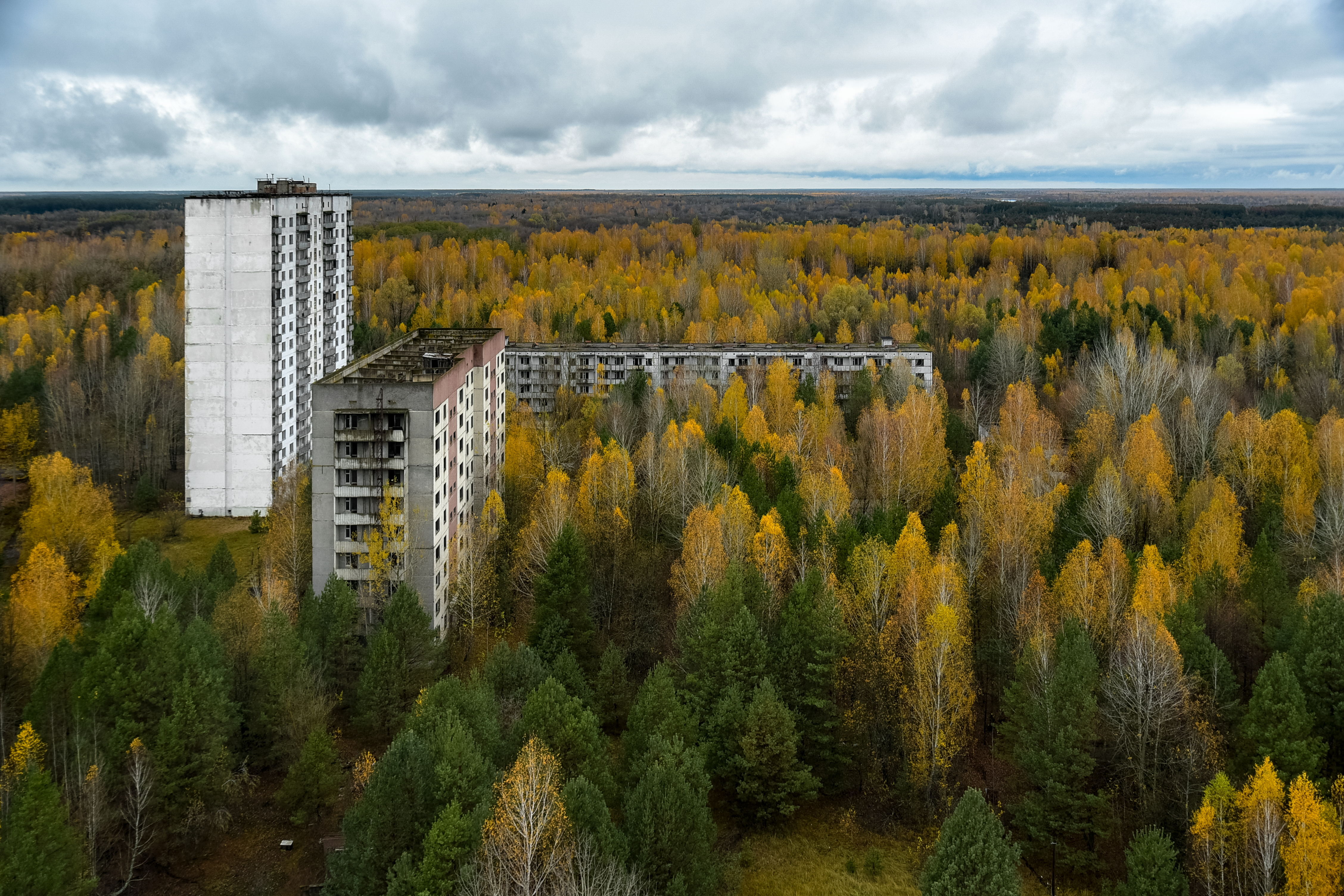
Prypjat

- Kiew - die Hauptstadt und Kulturzentrum der alten Rus und der heutigen Ukraine. Alte Kirchen und Klöster, breite Prachtstraßen, Landschaften und kulturelle Möglichkeiten. Einige Bauwerke gehören zum Weltkulturerbe. In der Oblast Kiew befinden sich zahlreiche Sanatorien. Siehe auch: Liste von Sehenswürdigkeiten in Kiew
- Lemberg - eine alte Stadt im Westen des Landes, mit mittelalterlicher Altstadt und originaler Architektur mit polnischen und deutschen Einflüssen.
- Odessa - eine Hafen- und Handelsstadt am Schwarzen Meer mit einer wundervollen Atmosphäre, die aus der Mischung zahlreicher Kulturen, unter anderen der jüdischen, griechischen und armenischen, entstand.
- Jalta - ein berühmter Badeort am Schwarzen Meer, Platz der historisch bedeutenden Konferenz von Jalta.
- Tschernihiw - Hauptstadt eines mittelalterlichen Fürstentums, viele historische Denkmäler und schöne Landschaften in der Umgebung.
- Kropywnyzkyj - die Stadt ist für ihre Festung der Heiligen Elisabeth und ihr reiches Erbe neoklassizistischer Architektur bekannt, hier wurde auch das erste professionelle ukrainische Theater geboren.
- Dnipro - am Dnepr gelegen, bietet die Stadt einen schönen Mix aus Alt und Neu.
- Czernowitz - Hauptstadt der Bukowina im Südwesten des Landes, schöne Altstadt mit österreichischem Flair, einige rumänische Bauten, ehemalige Vielvölkerstadt, die Residenz des Metropoliten, die heutige Universität, ist Weltkulturerbe.
- Prypjat und Tschornobyl - die Sperrzone von Tschernobyl mit verlassenen Dörfern, dem Kernkraftwerk Tschernobyl und der Geisterstadt Prypjat ist mit einem Tagesausflug beginnend in Kiew in organisierten Kleingruppen als Extremtourismus besuchbar.

## Landschaften

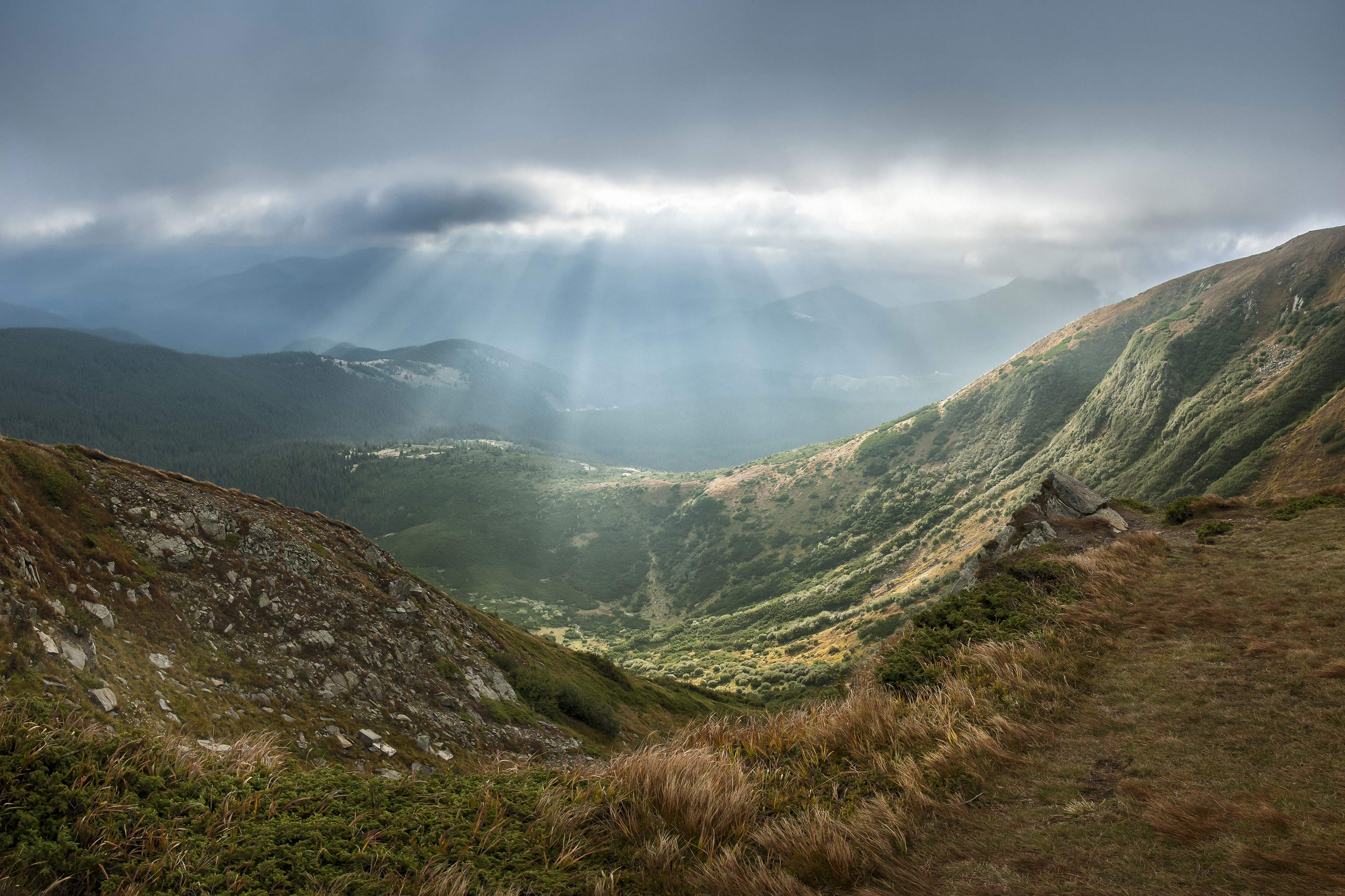
Blick auf Howerla (Nationalpark Karpaten)

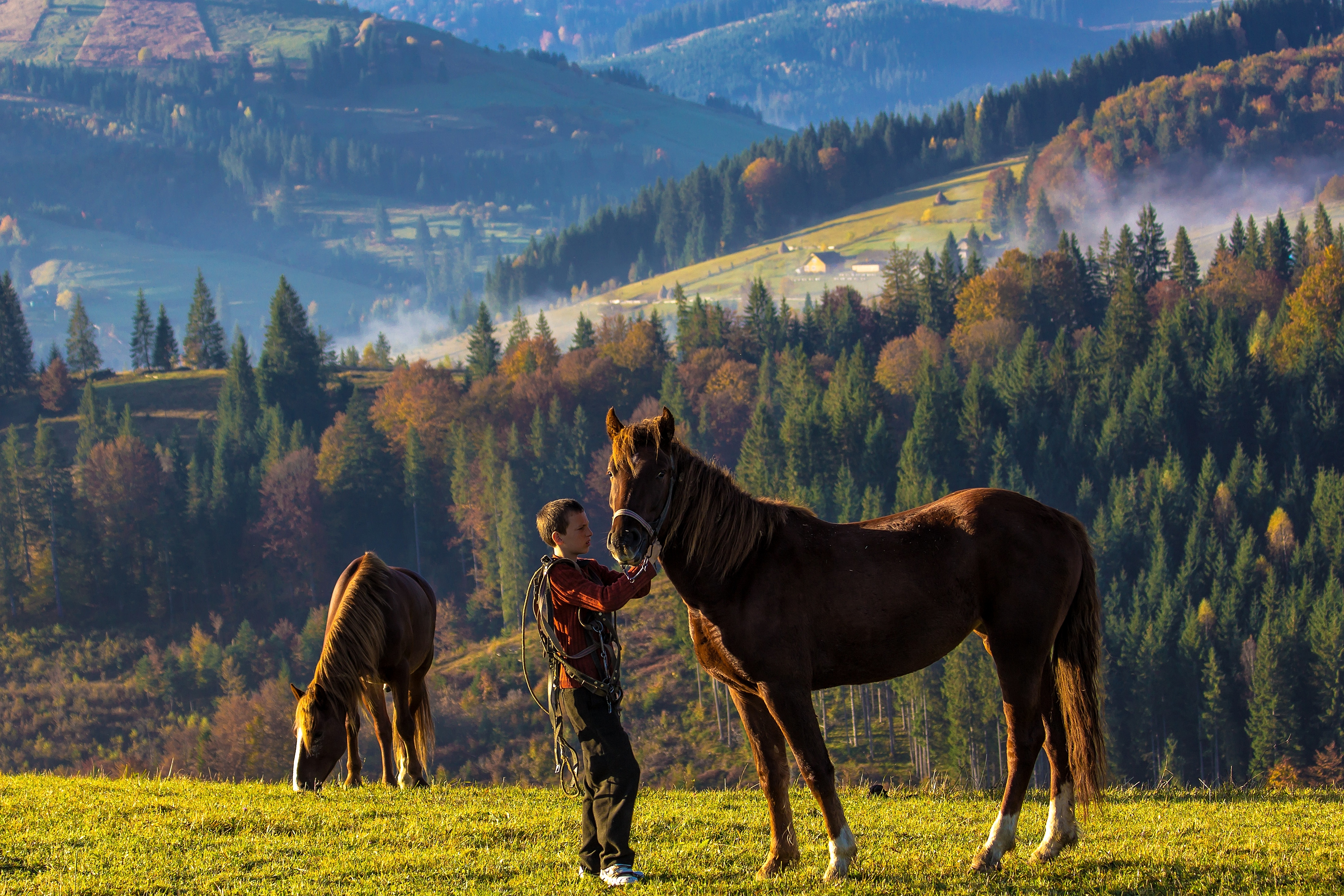
Nationalpark Tscheremosch

- Krim - subtropisches Klima, berühmte Badeorte, historische Denkmäler und schöne Berglandschaften mit zahlreichen Wandermöglichkeiten. Krim ist ein berühmtes Weinbaugebiet mit vielen qualitativen Marken (siehe Krimsekt). Beliebteste Urlaubsorte sind Sewastopol, Jalta, Aluschta, Jewpatorija, Feodossija und Sudak.
- Karpaten - eindrucksvolle Berglandschaften mit Wander- und Skifahrmöglichkeiten, Kurorte mit Mineralwasserquellen. Beliebteste Urlaubsorte sind Lemberg, Truskawez und Kolomyja.
- Asowsche Küste - zahlreiche Badeorte, unter anderem Berdjansk und Melitopol.
- Dnepr - die Kreuzfahrten auf diesem großen Fluss führen an vielen alten Städten und zahlreichen Landschaften vorbei.
- Donaudelta - an der Mündung des längsten Flusses Europas kann man beeindruckende, unberührte Natur mit einer Vielzahl seltener Vögel, z. B. Pelikane, entdecken und beobachten.
- Askanija-Nowa - im vom Deutschen Friedrich von Falz-Fein gegründeten Biosphärenreservat leben exotische Tiere wie Büffel, Zebras, Antilopen und Przewalskipferde in unberührter Natur.
- Oleschky-Sande 1610 km² großes Wüstengebiet im Süden der Ukraine
- Schwarzwald ein großer Hainbuchen-Eichenwald in der Oblast Kirowohrad, in der sich der gleichnamige See befindet, der aus der Eiszeit stammt und der älteste in der Ukraine ist.

## Historisch bedeutsame Orte

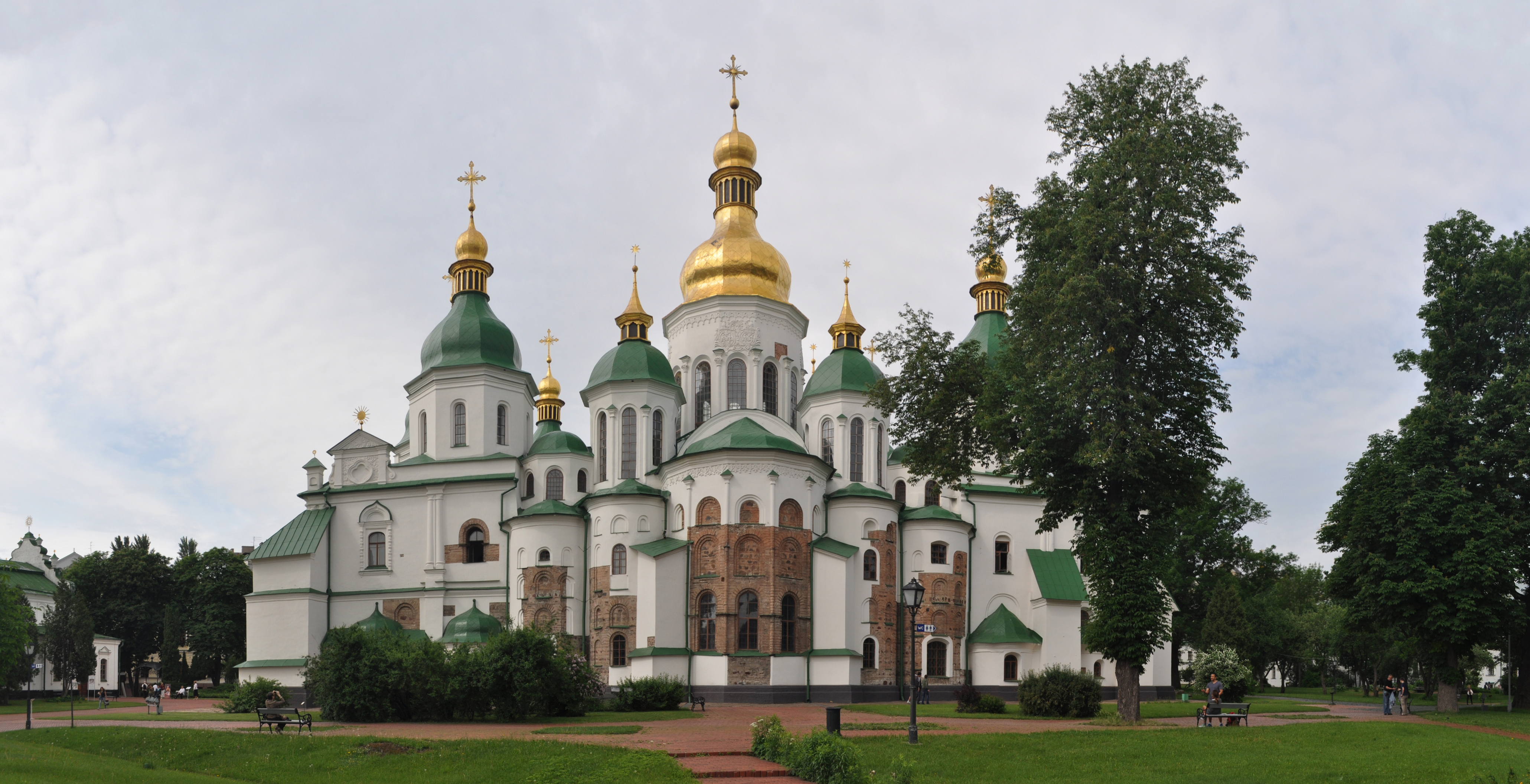
Hauptgebäude der Kiewer Sophienkathedrale

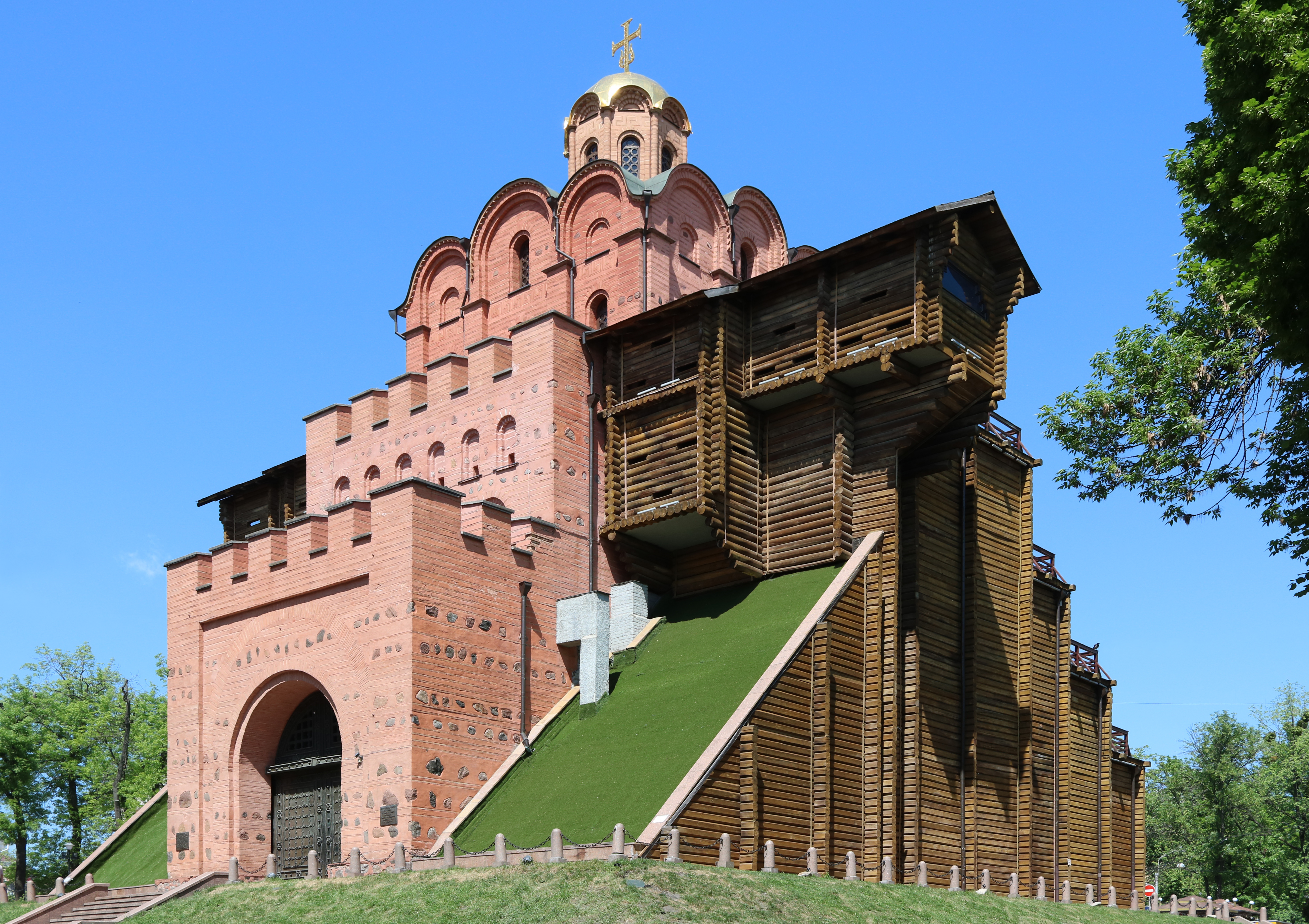
Goldenes Tor von Kiew

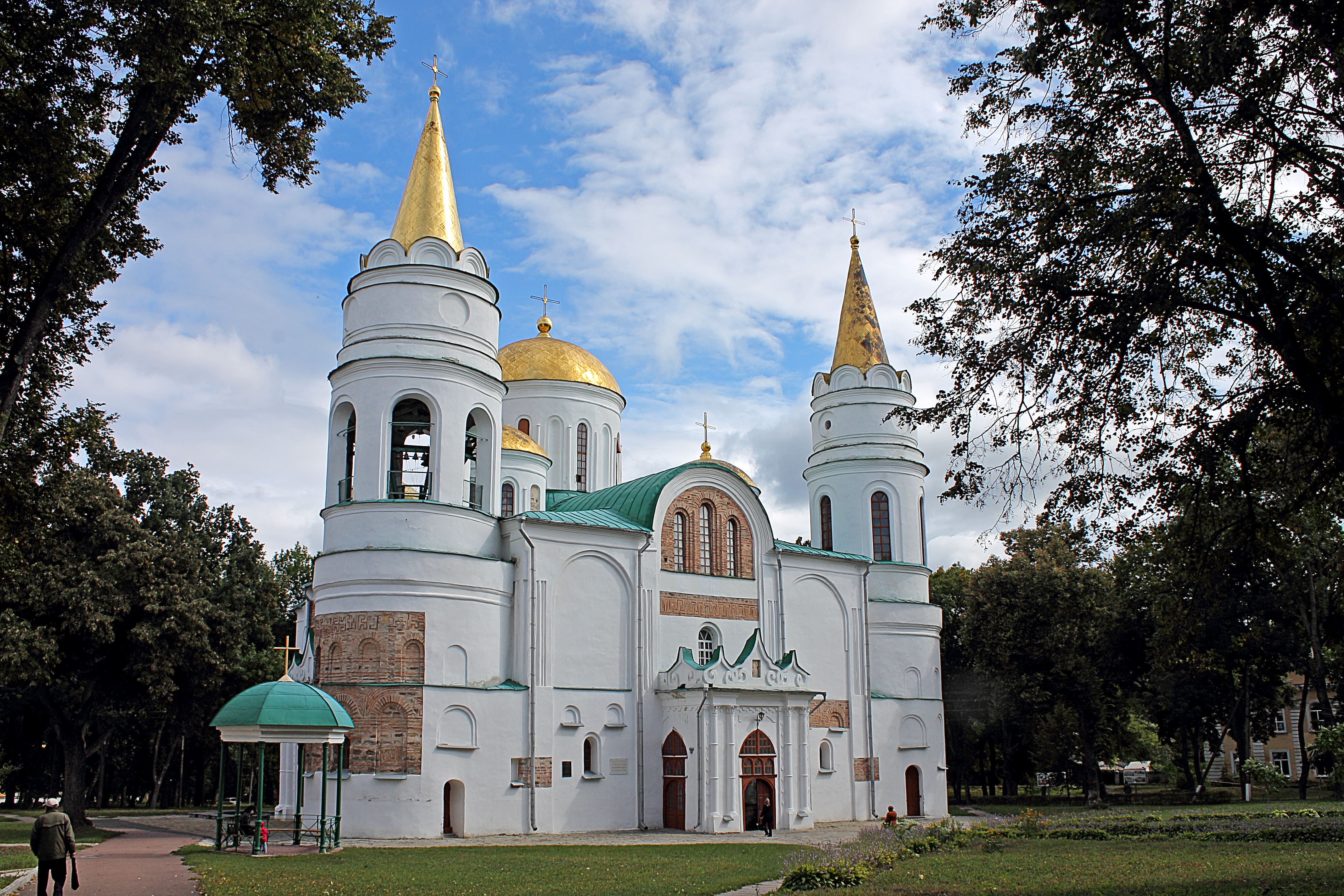
Verklärungskathedrale in Tschernihiw

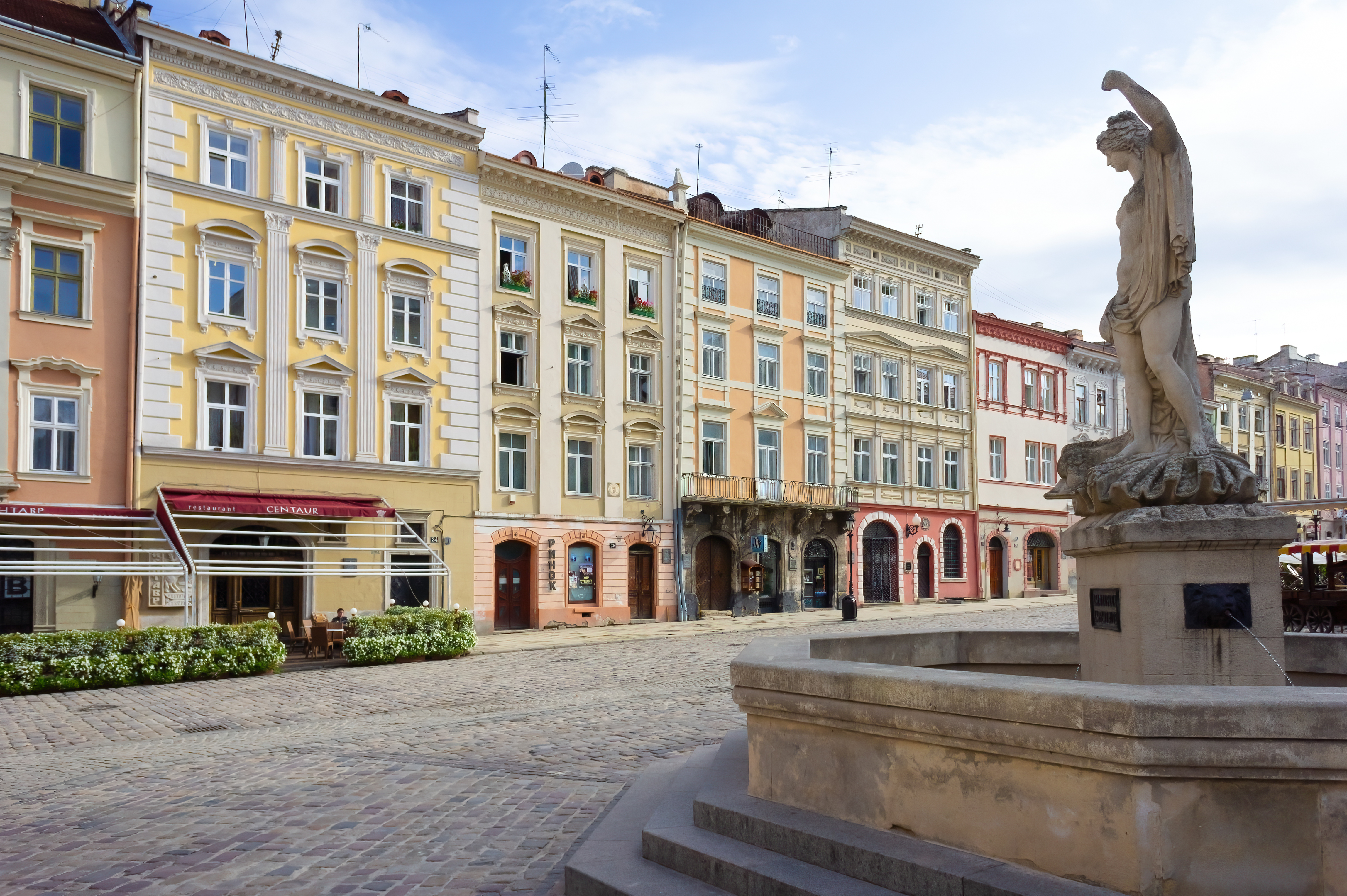
Lemberg

### Kiew
- Das Höhlenkloster in Kiew (Kiewo-Petscherska Lawra, UNESCO-Weltkulturerbe), ab 1050
  - Ferne und Nahe Höhlen
  - Maria-Himmelfahrts-Kathedrale (1073)
  - Dreifaltigkeitstorkirche (1106–1108)
  - Erlöserkirche zu Berestowo (1113–1125)
  - Allerheiligenkirche am Wirtschaftstor (1696–1698)
  - Großer Glockenturm (1731–45), Höhe: 96,5 m
- Die Kiewer Sophienkathedrale, 1037 (UNESCO-Weltkulturerbe)
- Goldenes Tor von Kiew, 1024

### Kropywnyzkyj

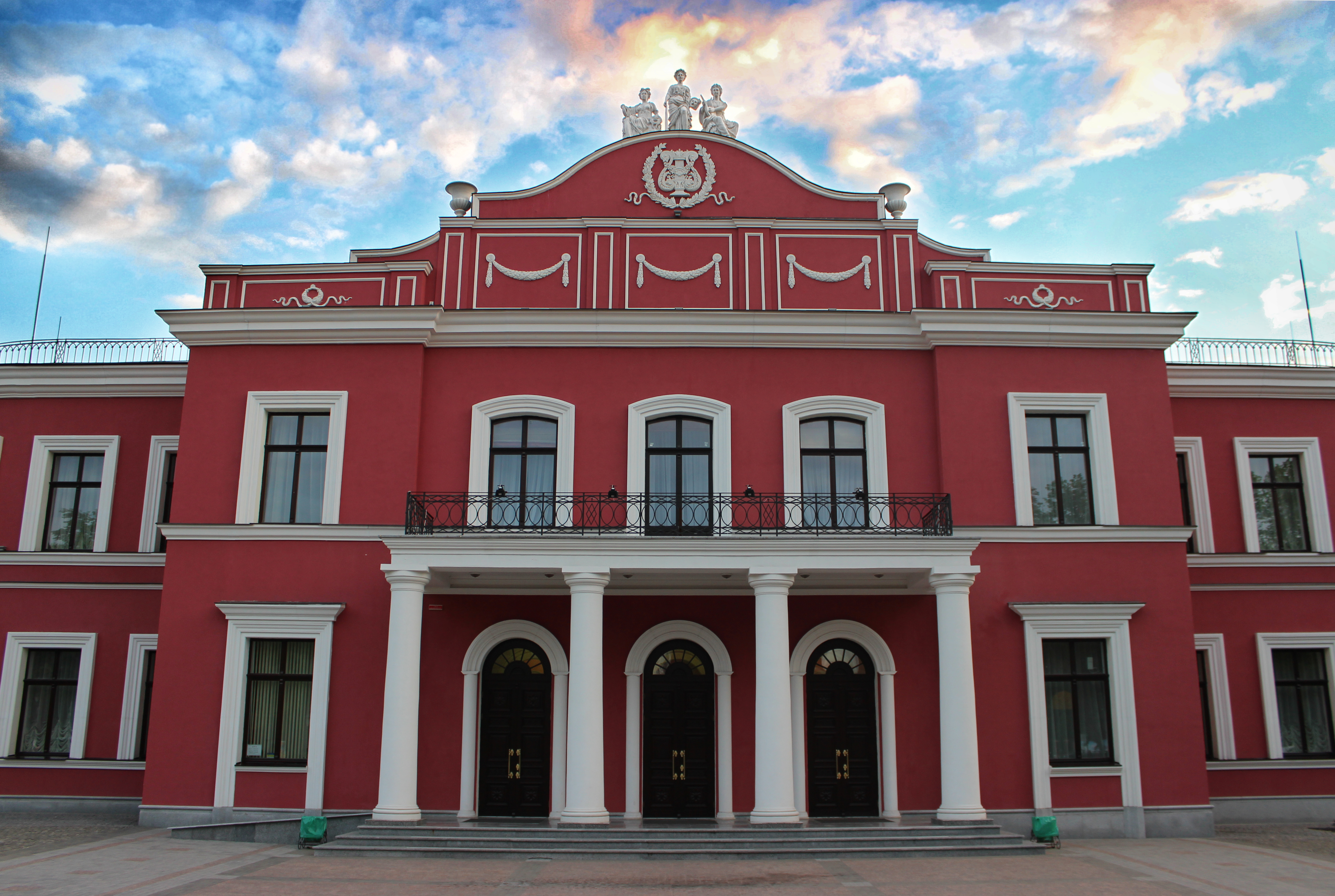
Theater der Koryphäen

- Festung der Heiligen Elisabeth (1754)
- Theater der Koryphäen (1867)
- Große Chor Synagoge (1897)
- Gebäude des Isaac Goldenberg Krankenhauses (1897)
- Kunstmuseum (1897)

### Tschernihiw
- Detynez (Schloss)
- Verklärung Christi Kathedrale (1036)
- Gebäude des Tschernihiwer Kollegiums
- Glockenturm
- Mönchzellen des Boris und Gleb Klosters
- Refektorium
- Abtturm
- Apostel-Johannes-Kirche
- Boris-und-Gleb-Kathedrale
- Mariä-Entschlafens-Kloster (Swjato-Uspenskij Jelezkij), Nonnenkloster
- Hl. Feodosij Uglitskij - Haus
- Hl. Apostel Peter und Paul-Kirche (10.–11. Jh.)
- Dreifaltigkeitskirche

### Lemberg
- Die Altstadt (UNESCO-Weltkulturerbe)

### Chersones (Stadt)
- Uwarow-Basilik
- Jungfrau-Maria-Kirche
- Heiliger Wasilij-Basilika
- Wolodymyrkirche (1861–1891)

### Jalta
- Liwadija-Palast (Zarenpalast und Ort der Jaltakonferenz)

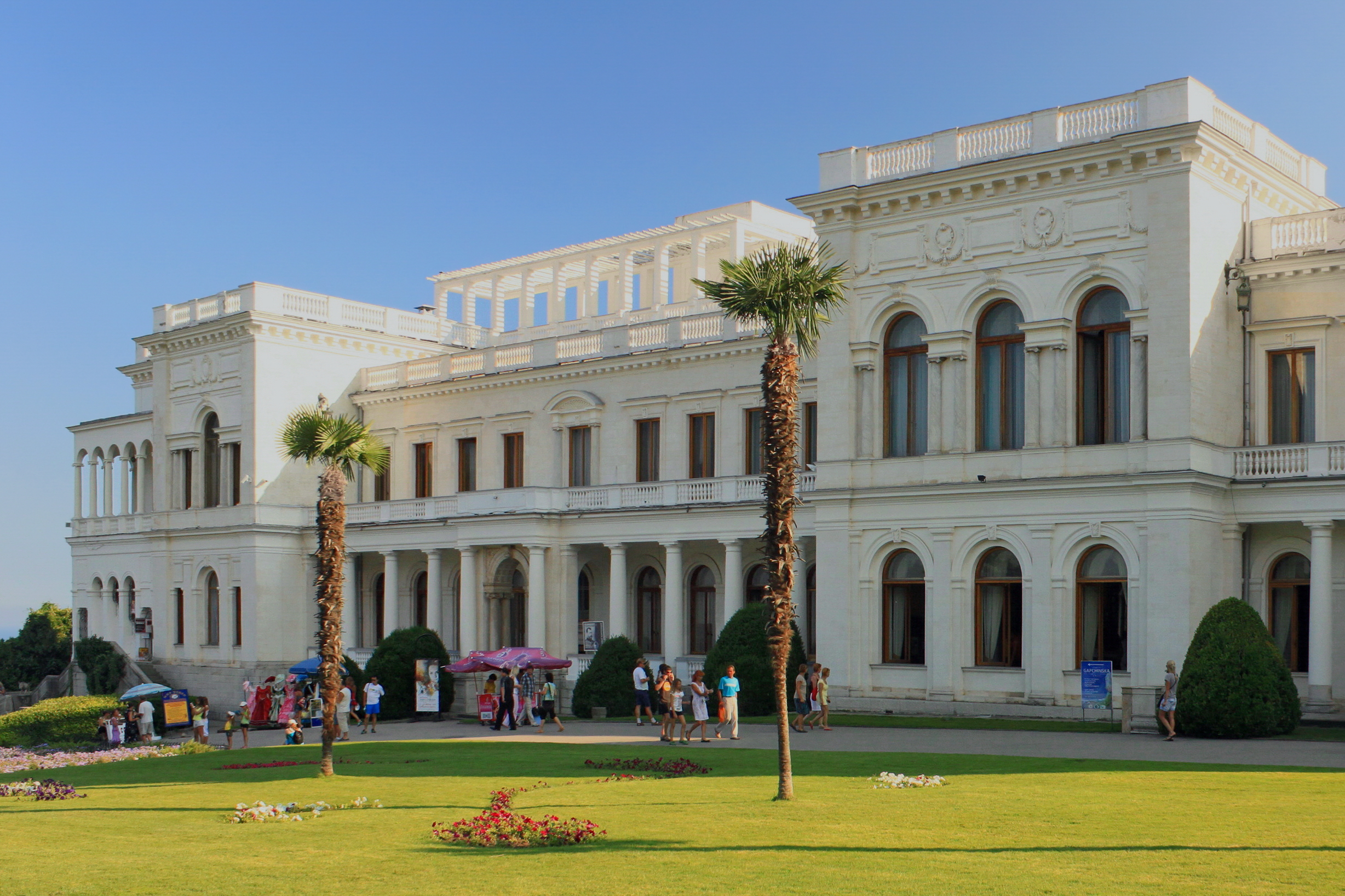
Liwadija-Palast

### Sewastopol
- Panorama-Museum des Krimkrieges